# Берман, Гдаль Ильич
Гдаль Ильич Берман ( 19 мая 1916, Минск — 1977, Ленинград ) — советский театральный художник. Член Ленинградского отделения Союза художников СССР. Участник Великой Отечественной войны.

## Биография
Учился в Ленинградском художественно-педагогическом училище (1937-1941). 
С 1945 — художник Ленинградского Тюза.
Исполнил также декорации к спектаклям ленинградских театров: «Веселка» Н.Я.Зарудного (1958, Театр имени В.Ф. Комиссаржевской), «Зыковы» А.М. Горького (1963, Театр драмы и комедии).
Оформлял программы ленинградского цирка (1949-1963).
Участник выставок с 1945 года (Москва).

## Спектакли
- «Сказка о потерянном времени» Е.Л.Шварца (1947);
- «Гимназисты» К.А.Тренёва (1950);
- «Записная книжка» Ц.С. Солодаря (1953);
- «Музыкальная команда» Д. Дэля (1956);
- «Золотой ключик» А.Н.Толстого (1960);
- «Дон Карлос» Ф. Шиллера (1964)